# Jonathan Goldstein
Jonathan Goldstein é um ator, músico e diretor norte-americano, mais conhecido pelo seu papel como Walter Nichols na sitcom Drake & Josh (2004–2007) da Nickelodeon, sendo considerado uma das antigas estrelas do canal.
Alguns de seus outros trabalhos na televisão incluem participações em Buffy the Vampire Slayer, NCIS, Heroes, Grey's Anatomy, Once and Again e The Electric Company.
Goldstein também foi membro fundador da Sacred Fools Theatre Company de Los Angeles e atuou como um de seus diretores artísticos durante a temporada inaugural do teatro. 
Anos depois, Goldstein começou a viajar para Bowling Green (Kentucky), durante o verão, para dirigir teatro juvenil amador. Até agora, dirigiu produções locais de Romeu e Julieta, Orgulho e Preconceito e As Bruxas de Salem.
Enquanto diretor, três episódios de iCarly, e a série Eff'd.